# Liste de croiseurs de France
Liste des croiseurs de la marine de guerre française. Le dernier croiseur français mis en service en tant que tel est le Colbert (C611), le croiseur porte-hélicoptères Jeanne d'Arc en service jusqu'en 2010 à un indicatif visuel R97, l'identifiant comme un porte-aéronefs.

## Croiseurs

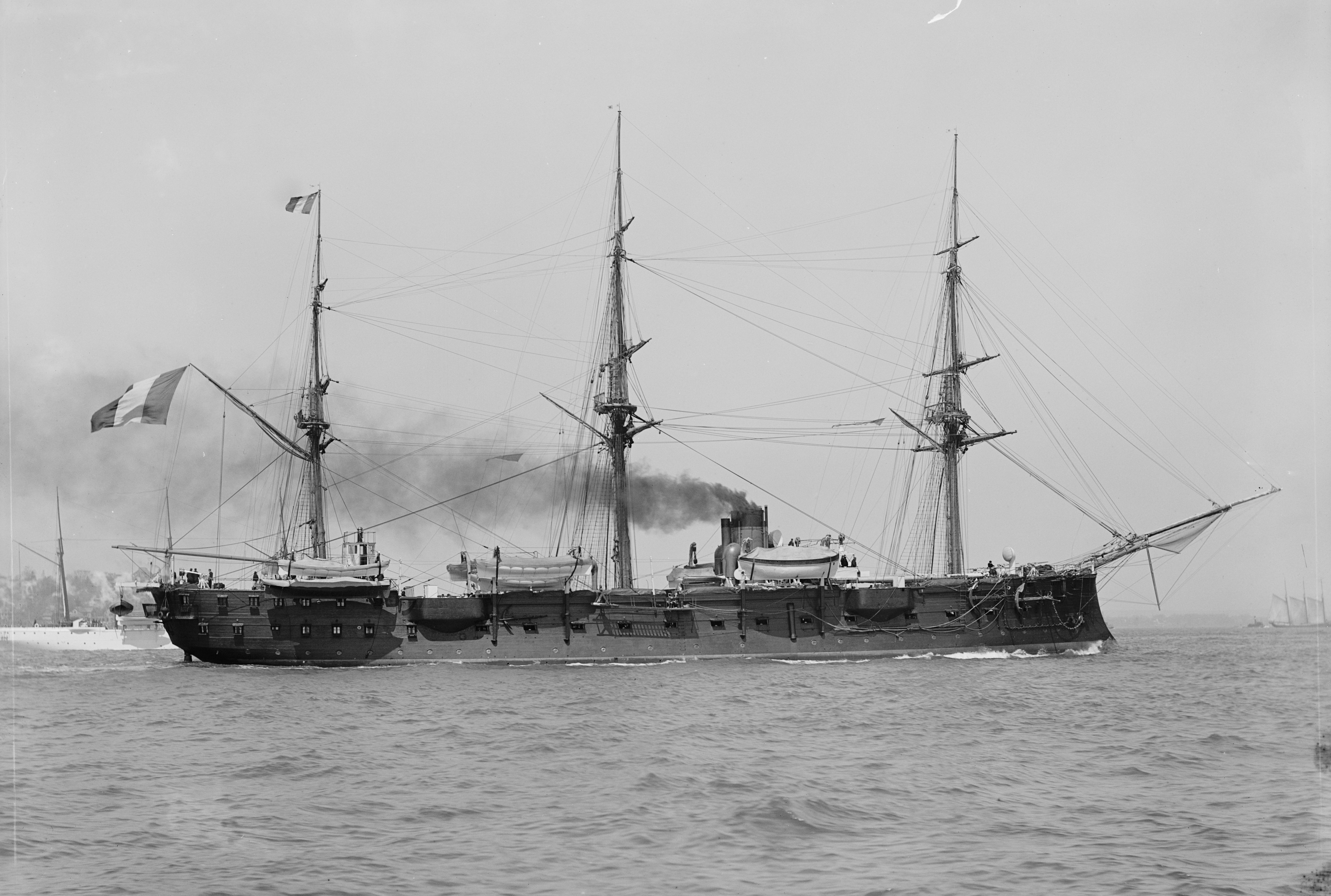
LAréthuse.

- Circé (1860)
- classe Cosmao :
  - Cosmao (1861)
  - Dupleix (1861)
- Talisman (1862)
- Armorique (1862)
- Belliqueuse (1865)
- Linois (1867)
- Châteaurenault (en) (1868)
- Flore (1869)
- Hirondelle (1869)
- Duguay-Trouin (1877)
- Classe Duquesne (en) : 
  - Duquesne (en) (1876) -  rayé en 1901
  - Tourville (1876) - rayé en 1901
- classe La Pérouse (en) : 
  - La Pérouse (1877)
  - D'Estaing (1877)
  - Nielly (1880)
  - Primauguet (1882)
- classe Villars : 
  - Villars (1879)
  - Forfait (1879)
  - Magon (1880)
  - Roland (1882)
- Iphigénie (1881)
- Naïade (en) (1881)
- Aréthuse (en) (1882)
- Dubourdieu (en) (1884)
- Milan (1884)

## Croiseurs cuirassés
- Dupuy-de-Lôme (1887)
- classe Amiral Charner:
  - Amiral Charner (1893) - torpillé en 1916
  - Bruix (1894) - démoli en 1920
  - Chanzy (1894) - naufragé en 1907
  - Latouche-Tréville (1892) - démoli en 1926
- Pothuau (1895) - démoli en 1929
- Jeanne d'Arc (1899) - démoli en 1934
- Classe Gueydon:
  - Gueydon (1899) - démoli en 1942
  - Montcalm (1900) - démoli en 1943
  - Dupetit-Thouars (1901) - torpillé en 1918
- Classe Dupleix :
  - Dupleix (1900) - démoli en 1922
  - Desaix (1901) - démoli en 1927
  - Kléber (1902) - miné en 1917
- Classe Gloire :
  - Gloire (1900)
  - Marseillaise (1900)
  - Sully (1901) - naufragé en 1905
  - Condé (1902)
  - Amiral Aube (1902)

- Classe Léon Gambetta :  

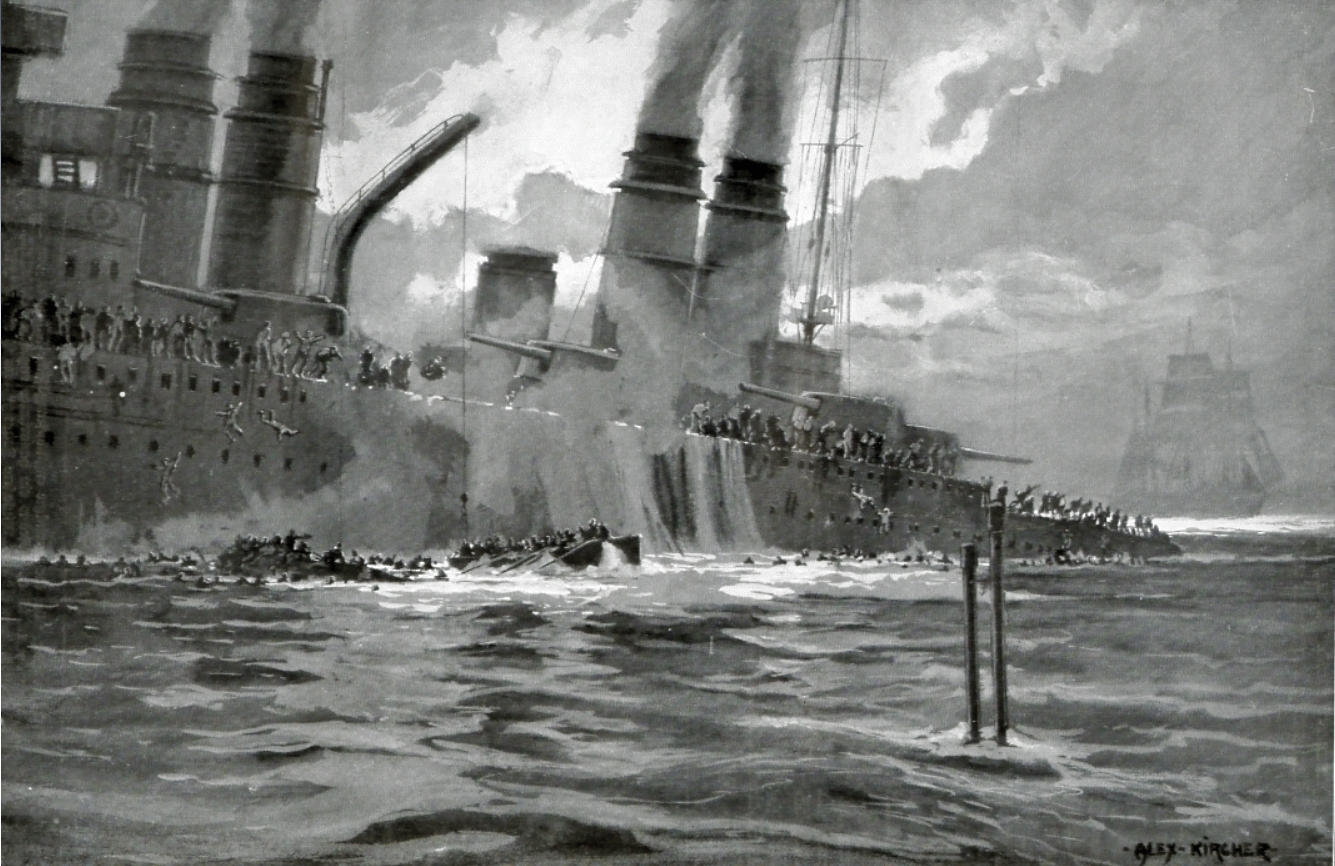
Le Léon Gambetta sombrant au large des côtes italiennes.

  - Léon Gambetta (1901) - torpillé en le 27 avril 1915 par l’U‑5 de la marine impériale autrichienne.
  - Jules Ferry (1903)
  - Victor Hugo (1904) - démoli en 1930
- Jules Michelet (1905)
- Ernest Renan (1906) - rayé en 1931

- Classe Edgar Quinet :

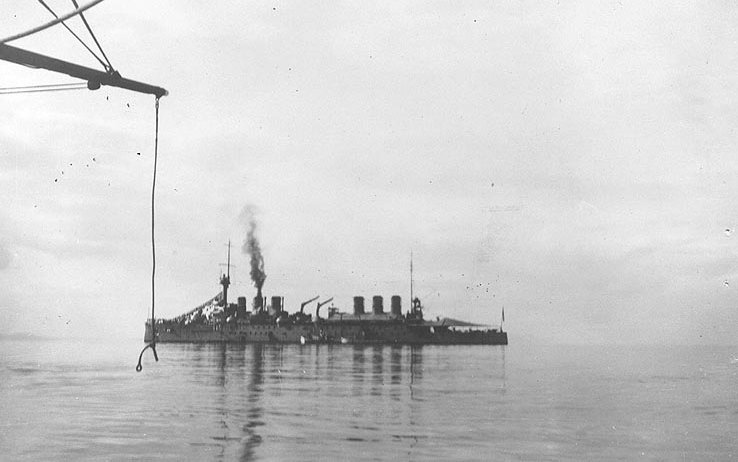
Le Waldeck-Rousseau

  - Edgar Quinet (1907) - coulé en 1930
  - Waldeck-Rousseau (1908) - 1936, démoli en 1941-44
- Mulhouse, ex-SMS Stralsund

## Croiseurs protégés
- Sfax (1884) - rayé en 1906
- Tage (1886) - rayé en 1910
- Amiral Cécille (1888) - démoli en 1919
- Davout (1889) - rayé en 1910
- Suchet (1893) - rayé en 1906
- classe Forbin :
  - Forbin (en) (1888) - démoli en 1921
  - Coëtlogon (en) (1888) - rayé en 1906
  - Surcouf (en) (1888) - rayé en 1921
- classe Troude :
  - Troude (1888) - 1907
  - Cosmao (1889) - 1919
  - Lalande (en) (1889) - 1912
- classe Linois :
  - Linois (1894)
  - Galilée (1896)
  - Lavoisier (1897) - rayé en 1920
- classe Alger :
  - Alger (1889) - transformé en ponton en 1911
  - Jean Bart (1889) - naufragé en 1907
  - Isly (1891) - rayé en 1914
- classe Friant :
  - Friant (1893) - rayé en 1920
  - Chasseloup-Laubat (en) (1893)
  - Bugeaud (en) (1893) - rayé en 1907
- classe Descartes :
  - Descartes (1894) - rayé en 1920
  - Pascal (1895)

- classe D'Assas :
  - D'Assas (en) (1896)
  - Du Chayla (en) (1895)
  - Cassard (1896) - rayé en 1924
- classe Catinat :
  - Catinat (1896) - radié en 1910
  - Protet (1898)
- D'Entrecasteaux (1896)
- Guichen (1897) - rayé en 1922
- Châteaurenault (1898) - coulé en 1917
- classe D'Estrées :
  - D'Estrées (1897) - rayé en 1922
  - Infernet (1899) - échoué en 1910

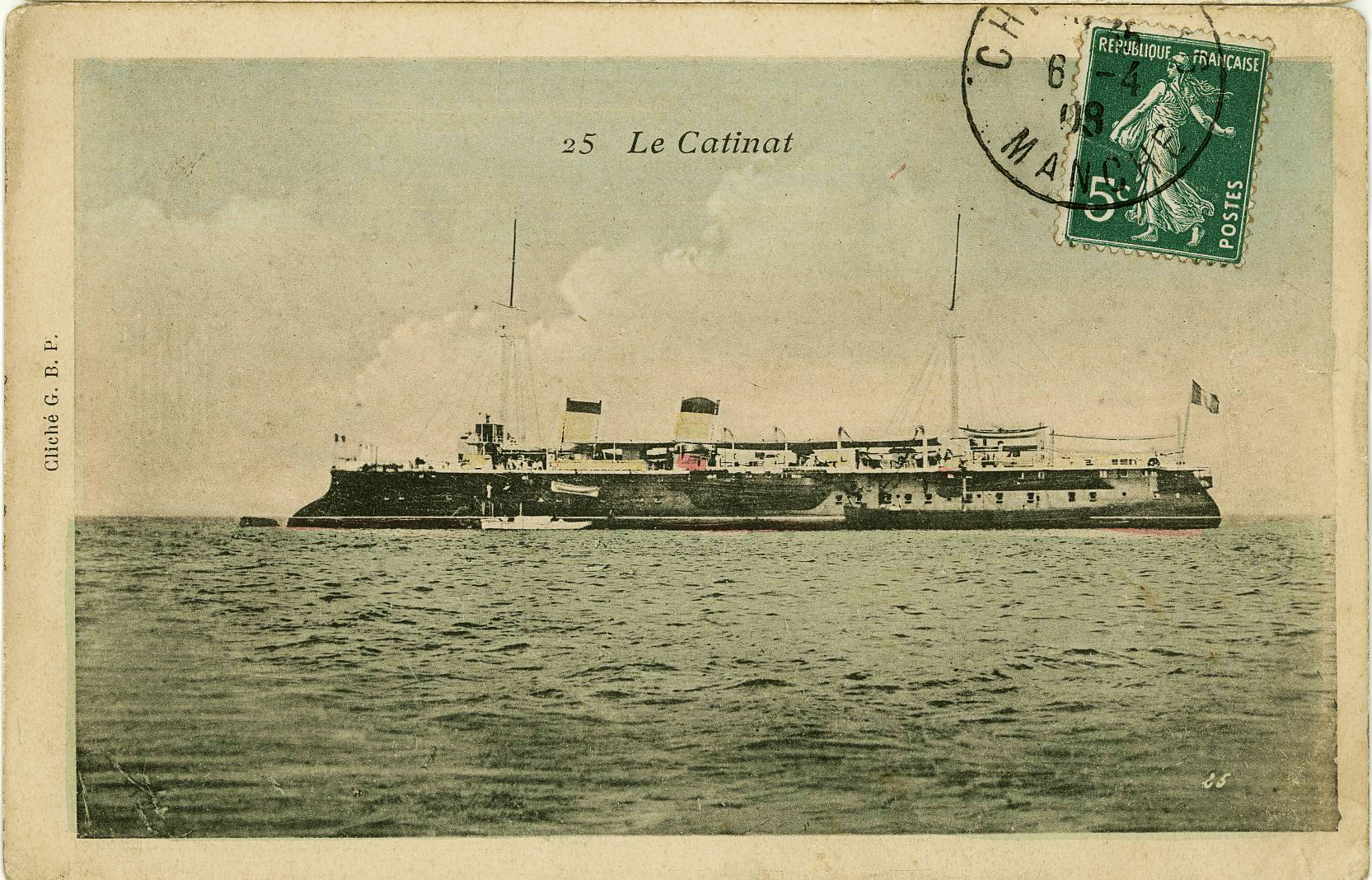
Le (1896-1910)

- Jurien de la Gravière (1899) - rayé en 1922

## Croiseurs légers

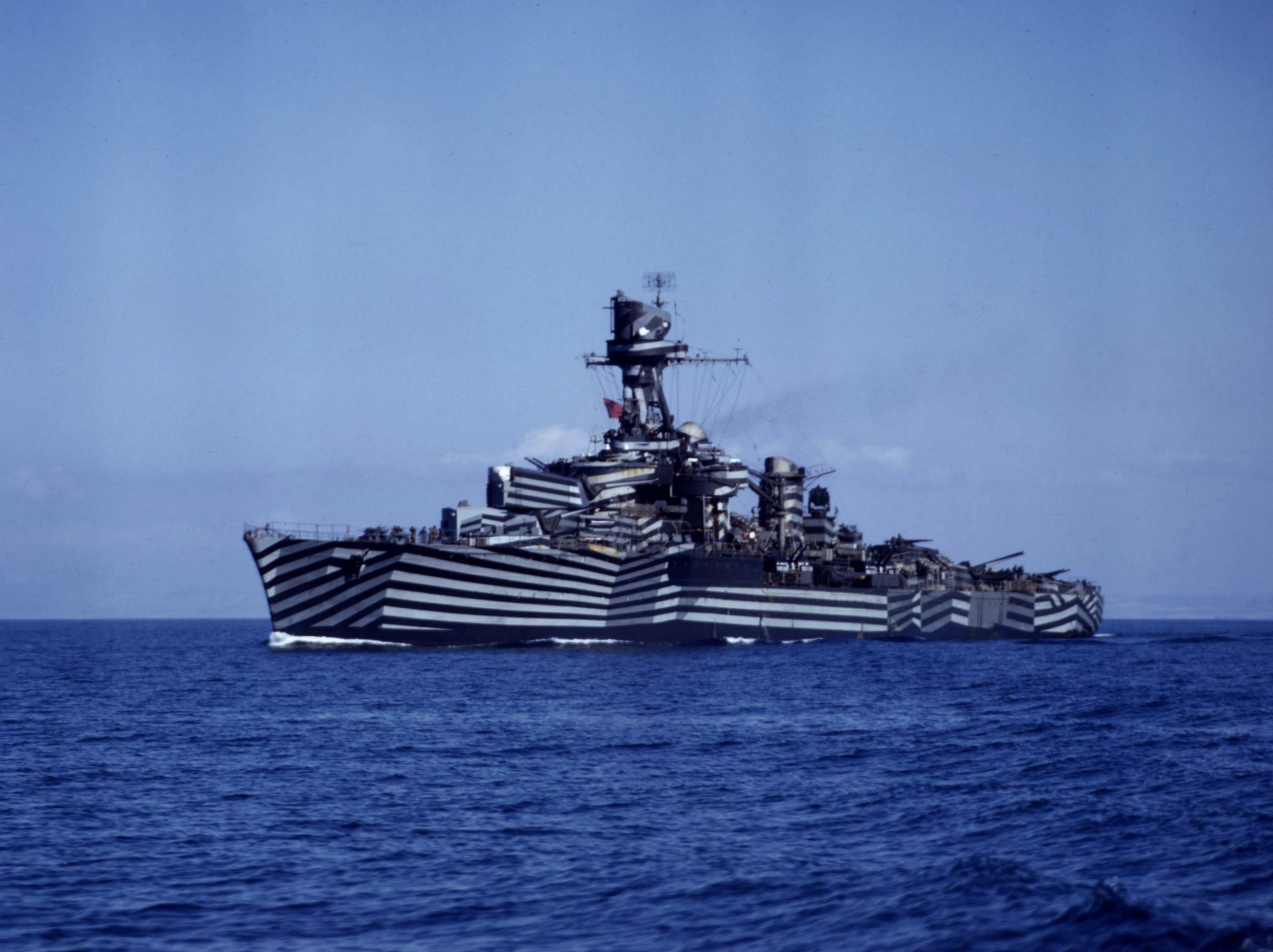
Le Gloire en 1944

19 croiseurs lourds et légers sont en service, au 3 septembre 1939, dans la marine française déplaçant 154502 tonnes.
- Pluton, explosion accidentelle de ses mines en 1939.
- Émile Bertin
- Classe Duguay-Trouin :
  - Duguay-Trouin - démoli en 1952
  - Lamotte-Picquet - coulé en Indochine en 1945
  - Primauguet - coulé devant Casablanca le 8 novembre 1942
- Classe La Galissonnière :
  - La Galissonnière - sabordé à Toulon le 27 novembre 1942
  - Jean de Vienne - sabordé à Toulon le 27 novembre 1942
  - Marseillaise - sabordé à Toulon le 27 novembre 1942
  - Gloire 1935 - 1958
  - Montcalm 1935 - démoli en 1970
  - Georges Leygues 1936 - 1959
- Jeanne d'Arc  1930 - démoli en 1966
- De Grasse 1946 - démoli en 1976
- Classe Capitani Romani, navires récupérés au titre des dommages de guerre : 
  - Châteaurenault - 1949-1969
  - Guichen - 1952-1961
- Colbert - 1956-1991 - Démantelé à Bassens en Gironde de 2016 à 2018, après avoir servi de musée naval à Bordeaux de 1993 à 2007.

## Croiseurs lourds
- Classe Duquesne :
  - Duquesne - démoli en 1955
  - Tourville - démoli en 1962
- Classe Suffren :
  - Suffren - retiré du service le 1er octobre 1947
  - Colbert - sabordé à Toulon le 27 novembre 1942
  - Foch - sabordé à Toulon le 27 novembre 1942
  - Dupleix - sabordé à Toulon le 27 novembre 1942
- Algérie - sabordé à Toulon le 27 novembre 1942

Croiseurs lourds
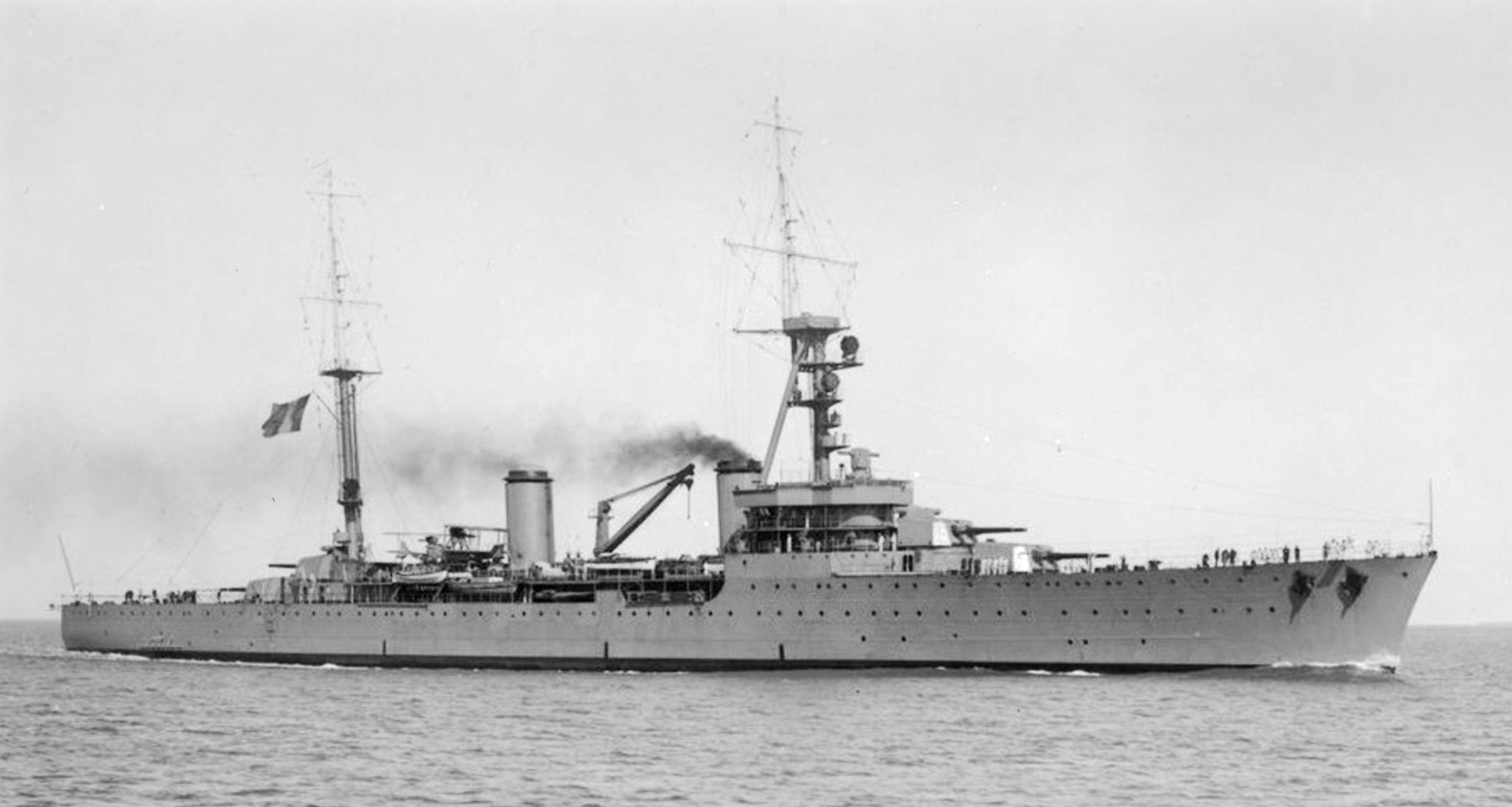
Tourville.
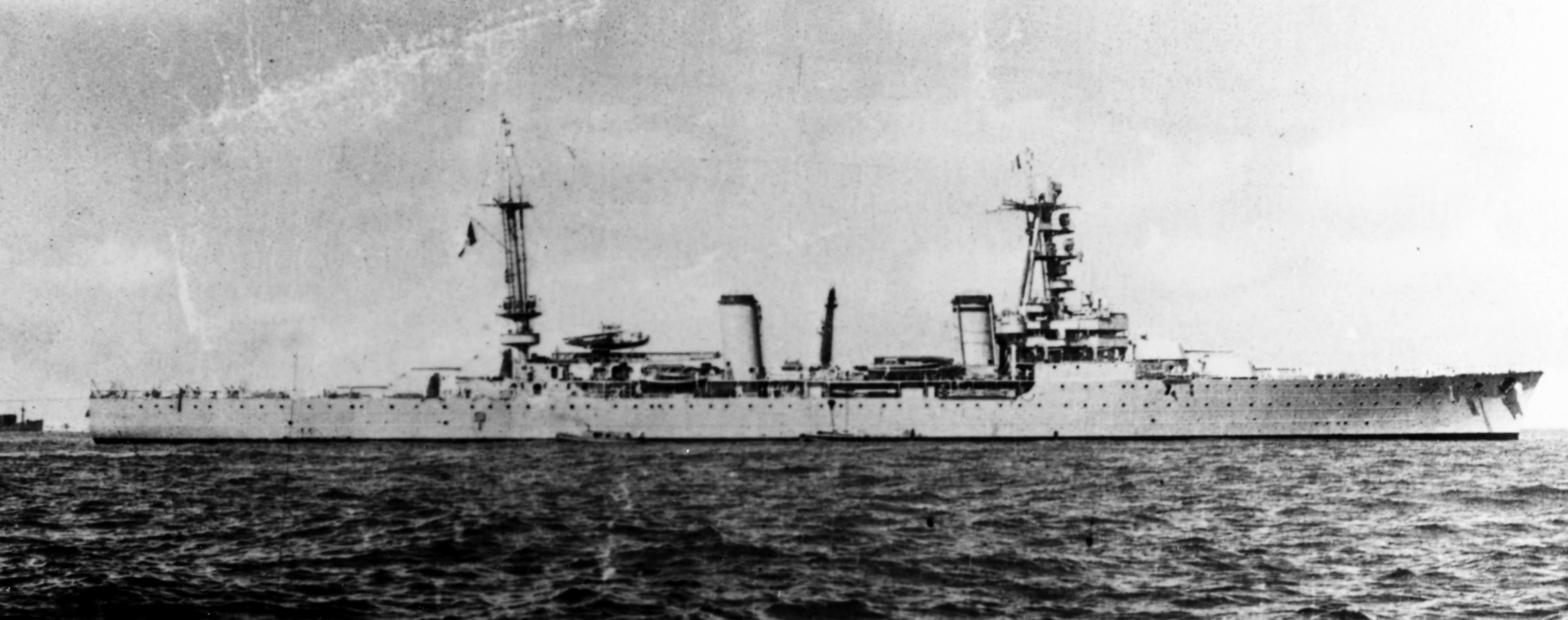
Duquesne.
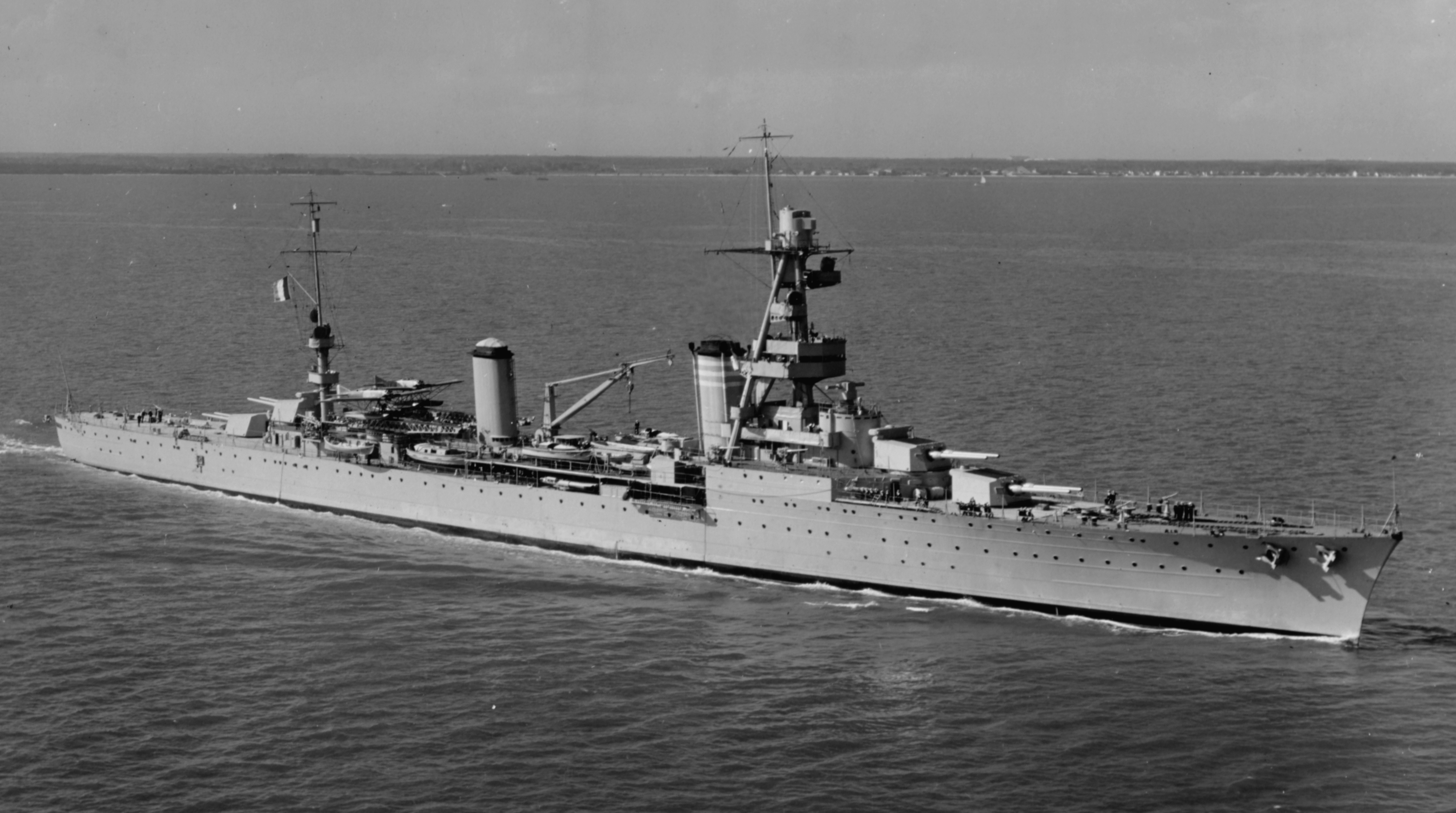
Suffren.
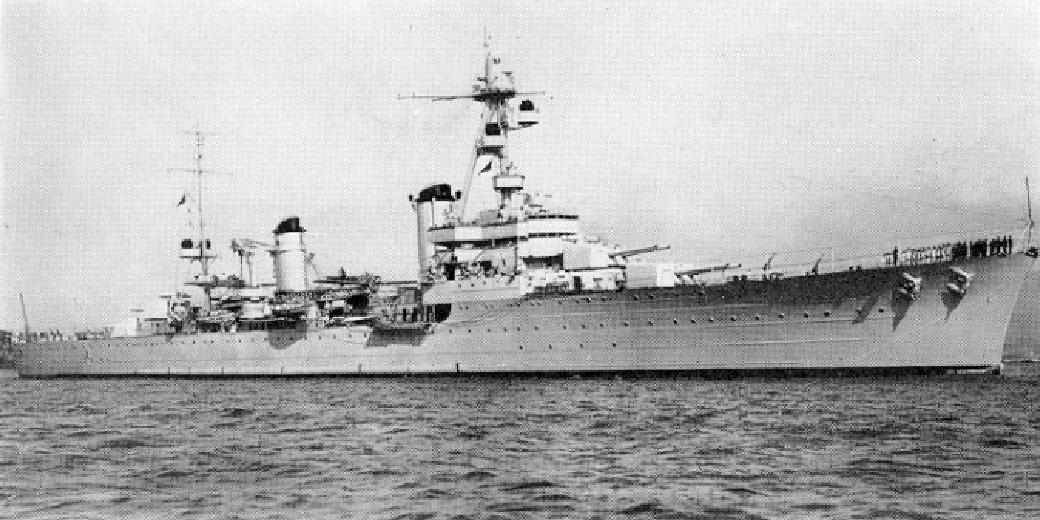
Colbert.
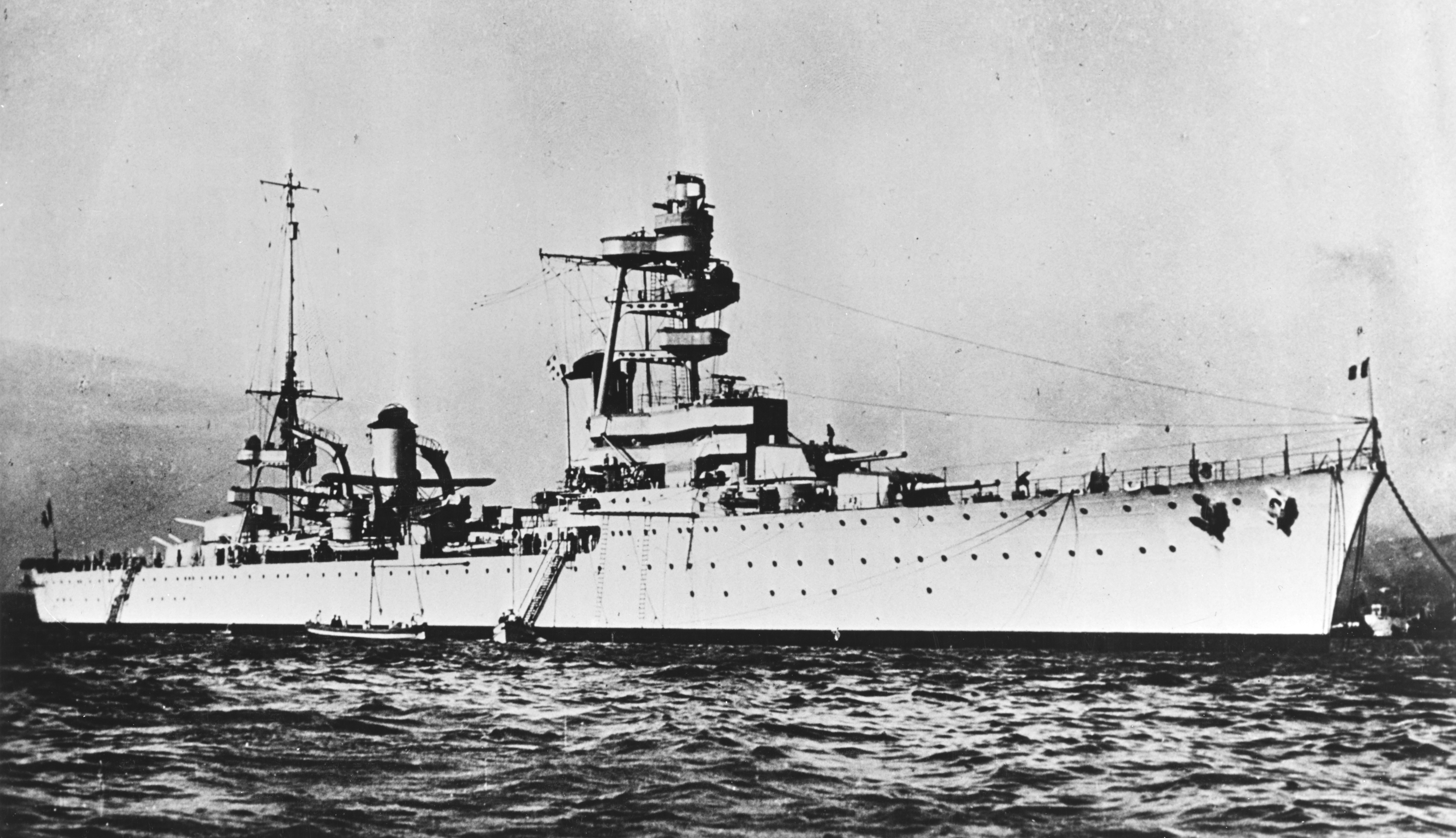
Foch.
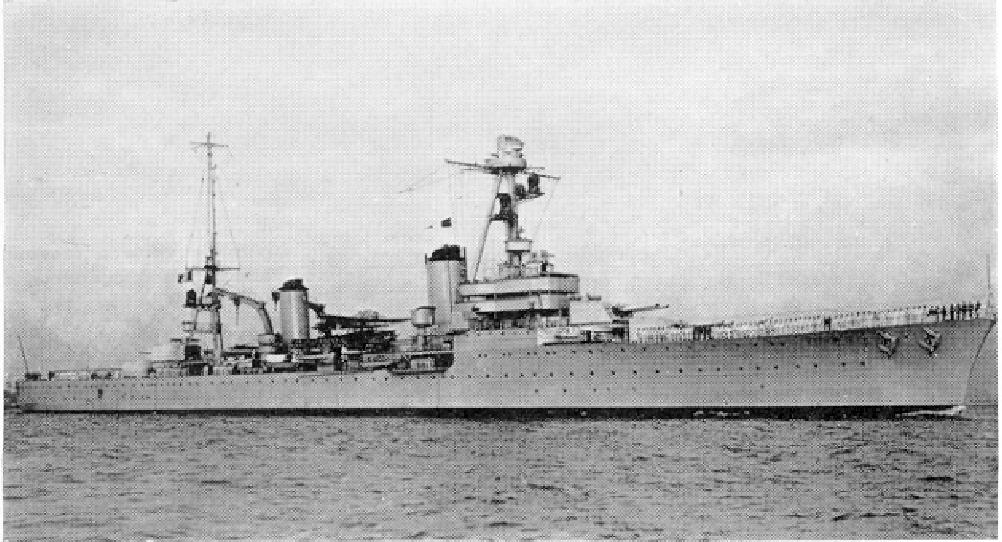
Dupleix.
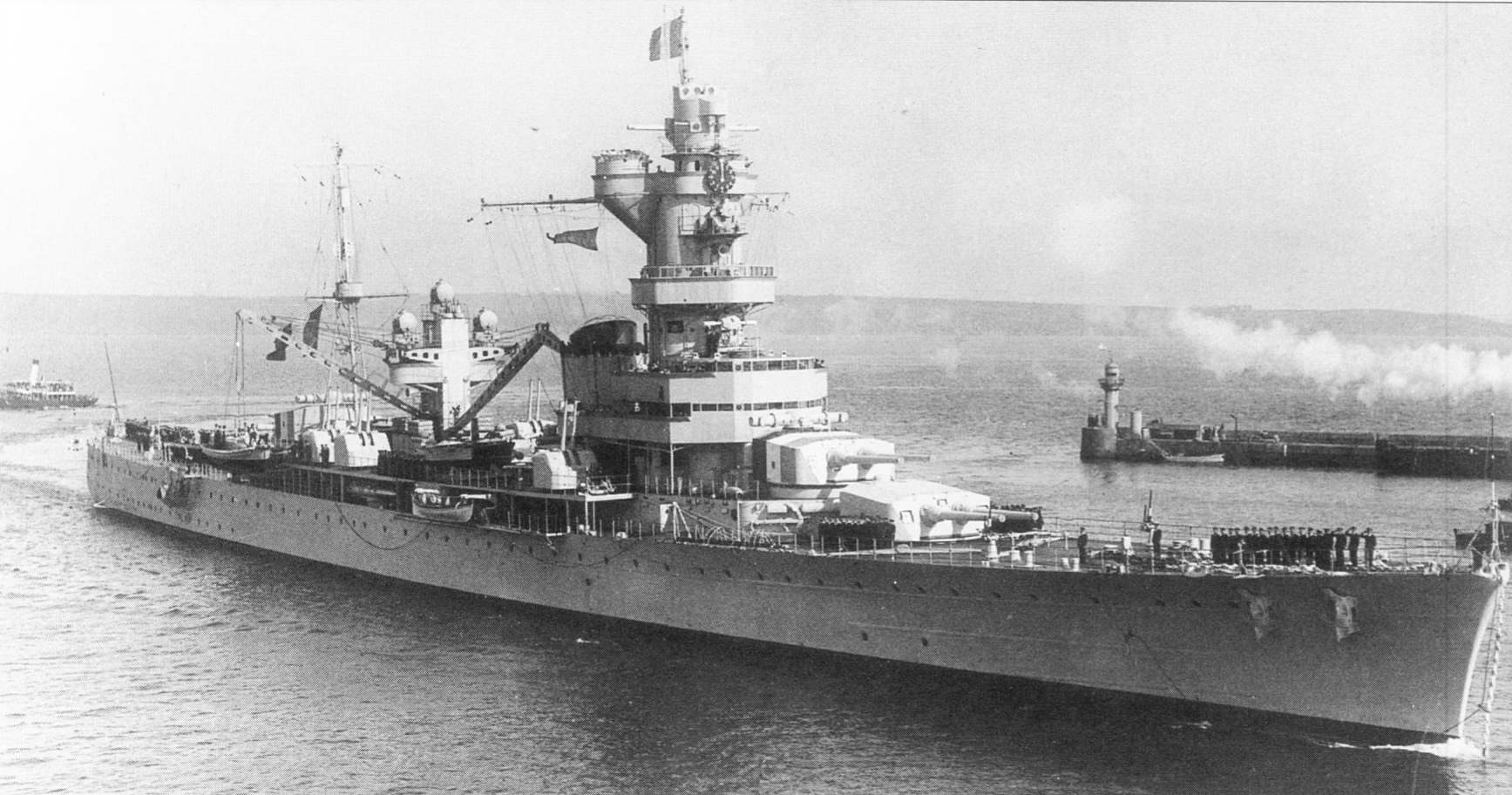
Algérie.